# Arthur K. Wheelock jr.
Arthur K. Wheelock jr. (Uxbridge, 13 mei 1943) is een Amerikaanse kunsthistoricus. Tot aan zijn pensionering in de lente van 2018 was hij conservator van de collectie Noord-Europese barokkunst van de National Gallery of Art in Washington D.C.

## Biografie
Arthur Wheelock groeide op in Uxbridge in Massachusetts. Hij behaalde zijn BA in 1965 aan Williams College in Williamstown. Direct na het behalen van zijn Ph.D. aan de Harvard-universiteit in 1973 kwam hij in dienst van de National Gallery of Art als "David E. Finley Fellow". In 1975 werd hij benoemd tot conservator Nederlandse en Vlaamse schilderkunst. Deze functie werd later uitgebreid tot het conservatorschap van Noord-Europese barokkunst. Hij heeft kunstgeschiedenis gedoceerd aan de Universiteit van Maryland, College Park met als specialiteit Nederlandse en Vlaamse kunst. Hij was betrokken bij overzichtstentoonstellingen over Johannes Vermeer, Jan Steen, Gerard ter Borch en Aelbert Cuyp.